# Vapen & ammunition
Vapen & ammunition è il quinto album discografico in studio del gruppo musicale rock svedese Kent, pubblicato nel 2002.

## Tracce
Testi e musica di Joakim Berg, tranne dove indicato.
1. Sundance Kid – 5:09
2. Pärlor – 3:56
3. Dom andra – 3:46
4. Duett – 4:42
5. Hur jag fick dig att älska mig – 5:22
6. Kärleken väntar – 3:59
7. Socker – 5:35
8. FF – 4:13 (Berg, Nancy Danino)
9. Elite – 6:05
10. Sverige – 2:59

## Formazione
- Joakim Berg - voce, chitarra
- Martin Sköld - basso, tastiere
- Sami Sirviö - chitarra, tastiere, organo, synth
- Harri Mänty - chitarra, percussioni
- Markus Mustonen - batteria, cori, tastiere, piano